# Oosterampt

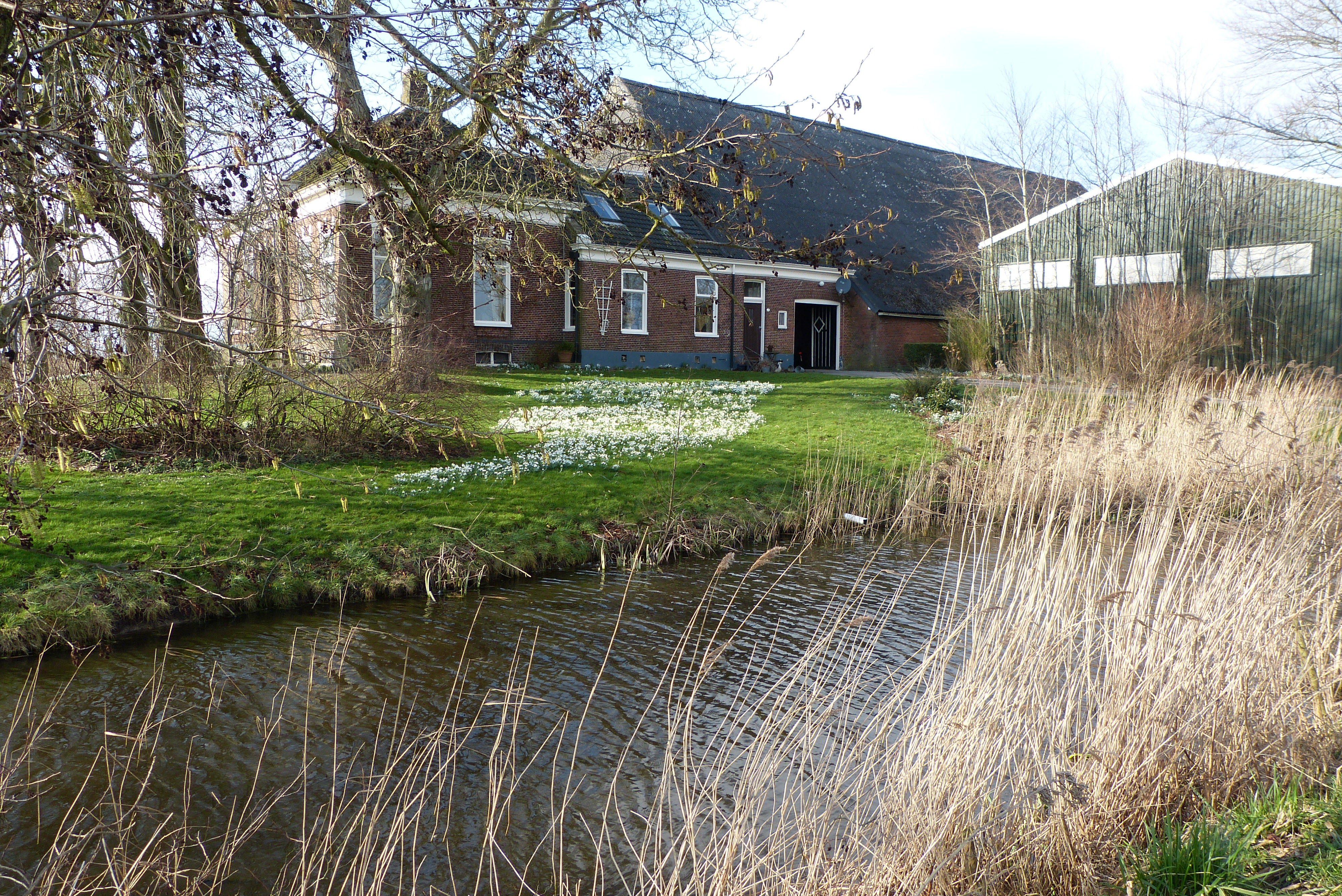
Oosterampt in 2014

Oosterampt is een boerderij iets ten noorden van Warffum. Vanaf het Pentermanstil aan de Oudendijk loopt een toegangsweg van 300 meter naar de gebouwen. De huidige gebouwen stammen uit 1885, 1920, 1995 en 2005. Het is een akkerbouwbedrijf gespecialiseerd in pootaardappelen. Andere gewassen: tarwe, gerst, suikerbieten en uien.

## Geschiedenis

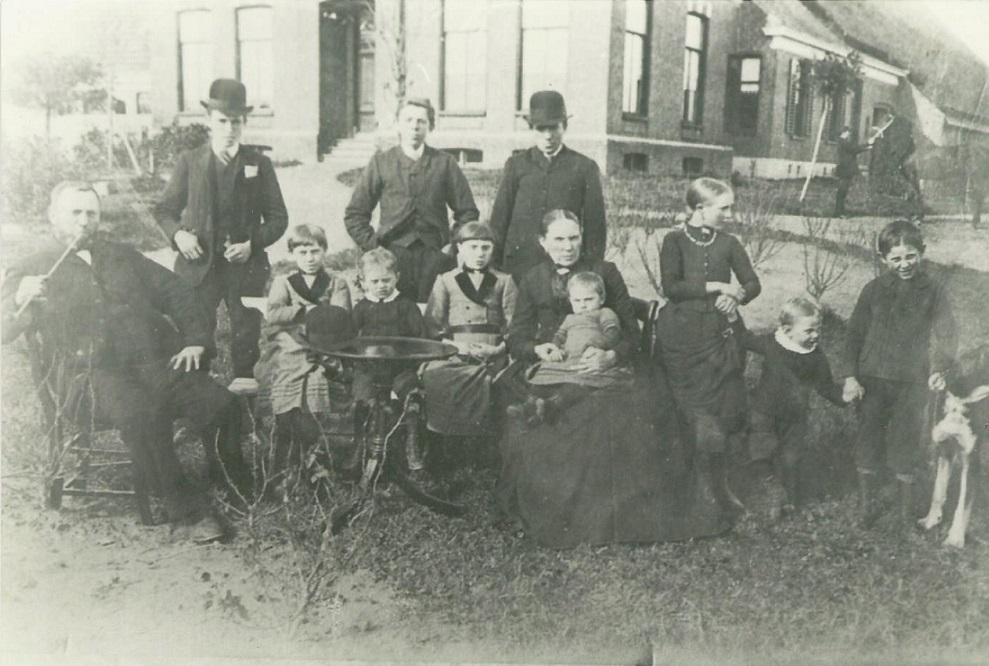
Familie Doornbos voor de nieuwe boerderij ca. 1890

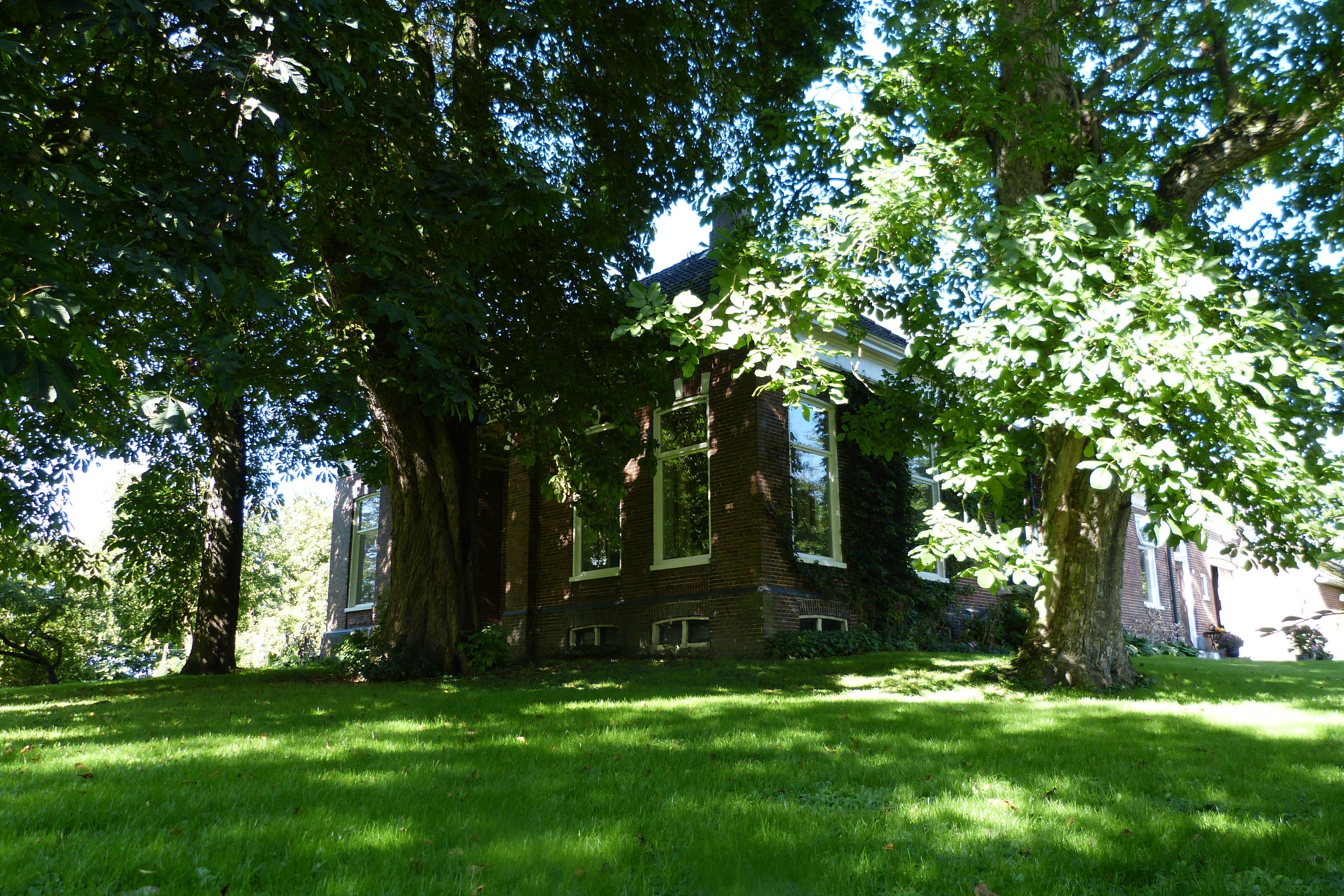
Oosterampt vanuit dezelfde hoek, 125 jaar later (2015)

Volgens de kaart van de uiterdijksgronden uit 1685 is de eigenaar en meyer Jelte Kenjer.
"Op den vijfden maart 1790 is een beklemming van 160 gulden, gefundeerd op eene verzegeling, beleden door Jan van Bolhuis, redger te Warffum, liggende op de behuizing en landerijen."
In 1885 werd de boerderij door de toenmalige eigenaar Doornbos herbouwd iets verder naar het zuiden als kop-hals-rompboerderij met twee schuren. In 1896 emigreerde hij alleen naar Noord-Amerika, zijn familie achterlatend. De tweede schuur brandde in 1920 af en werd in iets kleinere vorm herbouwd. In de periode 1990-2010 volgde een uitbreiding met twee schuren. Het areaal van de boerderij omvat de omgelegen landerijen. Verschillende delen van Noordpolder en de Middendijk hebben door de eeuwen heen ook bij de boerderij gehoord.

## Eigenaars
- 1790-1818 : Pieter Jannes Bakker (1772-1824), gehuwd in 1804 met Grietje Jakobs Ritzema (1780-1849)
- 1818-1831 : Hiepke Tewes Heemstra (1787-1829), gehuwd 1815 met Geeske Rengers Wiersema (1794-1831)
- 1831-1844 : Derk Rijpkes Bouwman (1807-1868), gehuwd 1830 met Aagje Tjaards Oosterhuis (1811-1862)
- 1844-1861 : Harmannus Rijpkes Bouwman (1804-1861) (broer van Derk Rijpkes)
- 1861-1868 : Derk Rijpkes Bouwman (1807-1868), gehuwd 1830 met Aagje Tjaards Oosterhuis (1811-1862)
- 1868-1898 : Heino Harmannus Doornbos (1839-?), gehuwd met Stientje Derks Bouwman (1845-1923) (kleindochter van Derk Rijpkes)
- 1898-1935 : Lubbertus Patroclus Penterman (1852-1935) gehuwd 1885 met Cornelia de Boer (1858-1934)
- 1935-1936 : Emo Penterman (1890-1936) gehuwd in 1922 met Jantiena Helder (1897-1929)
- 1936-1978 : Johanna van Gilse van der Plas, gehuwd met Dr. William Matthias Kolff te Hilversum
- 1978-00?0 : Dhr de Vries te Damwoude
- 00?0-00?0 : Kerk te Damwoude

## Landgebruikers
- 1790-1818 : Pieter Jannes Bakker (1772-1824), gehuwd 1804 met Grietje Jakobs Ritzema (1780-1849)
- 1818-1831 : Hiepke Tewes Heemstra (1787-1829), gehuwd 1815 met Geeske Rengers Wiersema (1794-1831)
- 1831-1844 : Derk Rijpkes Bouwman (1807-1868), gehuwd 1830 met Aagje Tjaards Oosterhuis (1811-1862)
- 1844-1862 : Harmannus Rijpkes Bouwman (1804-1861) (broer van Derk Rijpkes)
- 1862-1868 : Derk Rijpkes Bouwman (1807-1868), gehuwd 1830 met Aagje Tjaards Oosterhuis (1811-1862)
- 1868-1898 : Heino Harmannus Doornbos (1839-?), gehuwd met Stientje Derks Bouwman (1845-1923) (kleindochter van Derk Rijpkes)
- 1898-1916 : Derk de Boer (1868-1959), gehuwd 1916 met Martje Boer (1869-1922)
- 1916-1936 : Emo Penterman (1890-1936) gehuwd 1922 met Jantiena Helder (1897-1929)
- 1936-1966 : Cornelis Frederik Hamster (1902-?), gehuwd 1936 met Jantje Smedema (1905-?)
- 1966-1978 : Abraham de Bruin (1923-1997), gehuwd 1950 met Annie van Nieuwenhuijzen (1930-2017)
- 1978-2016 : Koenraad Jacobus de Bruin, gehuwd met Geertruida Harkje Alina Homan
- 2016-heden : VOF Schoonderwoerd